# Halterofília als Jocs Olímpics d'estiu de 1924 - pes pesant
La competició del pes pesant, amb un pes dels aixecadors superior a 82,5 kg, va ser una de les cinc proves d'halterofília que es disputà durant els Jocs Olímpics de París de 1924. La prova es disputà el 23 de juliol i hi van prendre part 19 aixecadors en representació de dotze nacions.

## Medallistes
| Or                    | Plata              | Bronze              |
| Giuseppe Tonani (ITA) | Franz Aigner (AUT) | Harald Tammer (EST) |

## Reglament
La classificació final s'obtenia a partir de la suma dels millors registres aconseguits en les següents 5 proves:
- Arrancada amb un braç
- Dos temps amb un braç
- Impuls amb dos braços
- Arrancada amb dos braços
- Dos temps amb dos braços

En cada prova els aixecadors tenien dret a tres aixecaments.

## Resultats
| Pos. | Aixecador         | Nació          | Total | Arrancada un braç | Arrancada un braç | Arrancada un braç | Dos temps un braç | Dos temps un braç | Dos temps un braç | Impuls | Impuls | Impuls | Arrancada dos braços | Arrancada dos braços | Arrancada dos braços | Dos temps dos braços | Dos temps dos braços | Dos temps dos braços |
| Pos. | Aixecador         | Nació          | Total | 1                 | 2                 | 3                 | 1                 | 2                 | 3                 | 1      | 2      | 3      | 1                    | 2                    | 3                    | 1                    | 2                    | 3                    |
| ---- | ----------------- | -------------- | ----- | ----------------- | ----------------- | ----------------- | ----------------- | ----------------- | ----------------- | ------ | ------ | ------ | -------------------- | -------------------- | -------------------- | -------------------- | -------------------- | -------------------- |
| 1    | Giuseppe Tonani   | Itàlia         | 517,5 | 75,0              | 80,0              | 80,0              | 87,5              | 95,0              | 95,0              | 107,5  | 112,5  | 115,0  | 92,5                 | 97,5                 | 100,0                | 125,0                | 130,0                | 135,0                |
| 2    | Franz Aigner      | Àustria        | 515,0 | 80,0              | 85,0              | 85,0              | 87,5              | 92,5              | 97,5              | 100,0  | 110,0  | 112,5  | 90,0                 | 95,0                 | 100,0                | 130,0                | 130,0                | 135,0                |
| SP   | Harald Tammer     | Estònia        | 497,5 | 67,5              | 72,5              | 75,0              | 85,0              | 90,0              | 95,0              | 85,0   | 90,0   | 92,5   | 92,5                 | 97,5                 | 97,5                 | 130,0                | 135,0                | 140,0                |
| SP   | Louis Dannoux     | França         | 497,5 | 75,0              | 80,0              | 80,0              | 90,0              | 95,0              | 95,0              | 82,5   | 87,5   | 90,0   | 95,0                 | 95,0                 | 100,0                | 130,0                | 135,0                | 140,0                |
| SP   | Kārlis Leilands   | Letònia        | 497,5 | 75,0              | 75,0              | 77,5              | 82,5              | 87,5              | 90,0              | 100,0  | 100,0  | 102,5  | 95,0                 | 100,0                | 105,0                | 125,0                | 132,5                | 135,0                |
| 6    | Filippo Bottino   | Itàlia         | 495,0 | 70,0              | 75,0              | 77,5              | 80,0              | 85,0              | 85,0              | 100,0  | 107,5  | 110,0  | 92,5                 | 97,5                 | 97,5                 | 120,0                | 125,0                | 125,0                |
| 7    | Kaljo Raag        | Estònia        | 490,0 | 75,0              | 80,0              | 80,0              | 87,5              | 92,5              | 97,5              | 90,0   | 95,0   | 95,0   | 92,5                 | 97,5                 | 100,0                | 125,0                | 130,0                | 135,0                |
| 8    | Claudius Dutriève | França         | 467,5 | 70,0              | 70,0              | 75,0              | 77,5              | 82,5              | 85,0              | 90,0   | 95,0   | 95,0   | 95,0                 | 95,0                 | 100,0                | 120,0                | 125,0                | 125,0                |
| 9    | Georges Bernaert  | Bèlgica        | 465,0 | 70,0              | 75,0              | 75,0              | 80,0              | 80,0              | 85,0              | 90,0   | 95,0   | 97,5   | 90,0                 | 95,0                 | 100,0                | 125,0                | 130,0                | 130,0                |
| 10   | Gustav Becker     | Àustria        | 460,0 | 70,0              | 75,0              | 80,0              | 80,0              | 87,5              | 87,5              | 87,5   | 92,5   | 92,5   | 85,0                 | 90,0                 | 90,0                 | 122,5                | 127,5                | 127,5                |
| 11   | Salvatore Epicoco | Itàlia         | 455,0 | 65,0              | 70,0              | 75,0              | 80,0              | 85,0              | 90,0              | 87,5   | 92,5   | 95,0   | 80,0                 | 85,0                 | 90,0                 | 115,0                | 120,0                | 122,5                |
| 11   | Josef Leppelt     | Àustria        | 455,0 | 80,0              | 80,0              | 82,5              | 80,0              | 90,0              | 90,0              | 90,0   | 95,0   | 95,0   | 90,0                 | 90,0                 | 100,0                | 115,0                | 122,5                | 122,5                |
| 13   | Rikard Brunn      | Suècia         | 452,5 | 70,0              | 75,0              | 75,0              | 77,5              | 82,5              | 90,0              | 87,5   | 87,5   | 92,5   | 80,0                 | 85,0                 | 90,0                 | 115,0                | 120,0                | 122,5                |
| 14   | Ab Oord           | Països Baixos  | 447,5 | 65,0              | 70,0              | 70,0              | 70,0              | 75,0              | 80,0              | 85,0   | 90,0   | 92,5   | 85,0                 | 90,0                 | 95,0                 | 120,0                | 125,0                | 125,0                |
| 15   | René Dupont       | França         | 440,0 | 65,0              | 70,0              | 70,0              | 77,5              | 82,5              | 82,5              | 77,5   | 82,5   | 82,5   | 90,0                 | 95,0                 | 95,0                 | 120,0                | 125,0                | 125,0                |
| 16   | František Fišer   | Txecoslovàquia | 435,0 | 65,0              | 65,0              | 72,5              | 80,0              | 80,0              | 80,0              | 90,0   | 95,0   | 95,0   | 80,0                 | 85,0                 | 90,0                 | 115,0                | 115,0                | 120,0                |
| 17   | Harold Wood       | Regne Unit     | 417,5 | 60,0              | 65,0              | 65,0              | 70,0              | 70,0              | 75,0              | 82,5   | 87,5   | 87,5   | 80,0                 | 85,0                 | 90,0                 | 105,0                | 110,0                | 110,0                |
| -    | Eugène Peney      | Suïssa         | DNF   | 65,0              | 70,0              | 70,0              | 85,0              | 85,0              | 90,0              | 80,0   | 80,0   | 85,0   | 85,0                 | 85,0                 | 85,0                 | -                    | -                    | -                    |
| -    | Jos Alzin         | Luxemburg      | DNF   | 87,5              | 87,5              | 90,0              | 82,5              | 82,5              | 87,5              | 105,0  | 105,0  | 110,0  | -                    | -                    | -                    | -                    | -                    | -                    |

| Pos. | Aixecador       | Nació   | Dos temps dos braços | Dos temps dos braços | Dos temps dos braços |
| Pos. | Aixecador       | Nació   | 1                    | 2                    | 3                    |
| ---- | --------------- | ------- | -------------------- | -------------------- | -------------------- |
| 3    | Harald Tammer   | Estònia | 142,5                | 142,5                | -                    |
| 4    | Louis Dannoux   | França  | 137,5                | 137,5                | 137,5                |
| 5    | Kārlis Leilands | Letònia | 135,0                | 135,0                | 135,0                |